# Анђелка Томашевић
Анђелка Томашевић (Зубин Поток, 6. јул 1993) српски је модел и носилац титуле на такмичењу за лепоту. Представљала је Србију на избору за Мис земље 2013. у Мунтинлупи, Метро Манила, Филипини, а такође је представљала своју земљу на избору за Мис универзума 2014. године.

## Биографија
Анђелка је рођена на Косову, у Зубином Потоку. Има старију сестру Милицу, која је била Мис Косова и Метохије 2011. године и успешна је српска глумица. Томашевићева студира на Факултету за хотелијерство и туризам у Београду. Тренутно живи у Београду. Томашевићева је освојила награду за Мис интернета на Мис Србије 2013. и постала Мис универзума Србије 2014. године. Има и манекенско искуство, учешће на неколико хуманитарних модних ревија и Serbia Fashion Week-а.

### Такмичења

#### Мис земље 2013.
Као званична представница своје земље на избору за Мис земље 2013. године, Томашевићева је освојила награду Мис GLNG и пласирала се у првих 15 у прелиминарном такмичењу купаћих костима и одеће за одмаралишта. Она се пласирала у првих 8 у финалу Мис Земље 2013. године.

#### Мис универзума 2014.
Томашевићева је представљала Србију на Мис универзума 2014. године. Иако су је многи сматрали јаким кандидатом, није успела да се пласира у првих 15.